# 乌马托鳞片属
乌马托鳞片属（Umaltolepis）是一类已灭绝的银杏类植物，属于乌马托鳞片科（Umaltolepidiaceae）。生存于中侏罗世到早白垩世。

## 生理特征
乌马托鳞片属的雌性繁殖器官包括一个苞片和短柄。短柄基部具有鳞片叶。苞片顶生，可能包含两个裂片，胚珠可能生在其腋部。
乌马托鳞片属营养叶的叶柄不明显，叶形呈线性、长舌形，部分呈假托勒利叶型。叶片中曾发现有树脂。

## 地质分布
乌马托鳞片属生存于中侏罗世到早白垩世；在西伯利亚的晚侏罗世和早白垩世地层，中国东北和华北的早白垩世地层，以及中国河南的中侏罗世地层中均有发现。

## 模式种
乌马托鳞片属（Umaltolepis）的模式种是发现于俄罗斯西伯利亚布列亚河（Bureya）盆地上侏罗统的瓦赫拉梅耶夫乌马托鳞片(Umaltolepis vachrameevii Krassilov,1972)。